# イチバンボシ
「イチバンボシ」（いちばんぼし）は、Aliceの1枚目のシングル。2010年7月14日発売。発売元はエスエムイーレコーズ。規格品番：SECL-880。

## 収録曲
全作詞・作曲：Alice
1. イチバンボシ
  - 編曲：URU
  - テレビ神奈川『saku saku』 2010年7月度エンディングテーマ
2. Missing feat.AKLO 
  - 編曲：URU
3. Baby Girl  
  - 編曲：TND